# Hylaeus niveofasciatus
Hylaeus niveofasciatus är en biart som först beskrevs av Dours 1872.  Hylaeus niveofasciatus ingår i släktet citronbin, och familjen korttungebin. Inga underarter finns listade i Catalogue of Life.